# Balla D. Károly
Balla D. Károly, saját nevét Károj alakban írja (Ungvár, 1956. szeptember 9.) József Attila-díjas kárpátaljai magyar író, szerkesztő, blogger. Költőként indult, majd verseskötetei után sorra megjelentek novellái, publicisztikai kötetei, drámái, regényei. Közel harminc önálló könyv szerzője. Írócsoportok vezetése, folyóiratok és kiadók alapítása, internetes portálok indítása fűződik nevéhez. A 2000-es évek elején fokozatosan felszámolta közéleti és irodalomszervezői kötöttségeit. Meglehetős visszavonultságban él és alkot, azonban sokat publikál, és az interneten is intenzív a jelenléte.

## Életpályája
A kárpátaljai Ungváron (Uzsgorod; akkor Szovjetunió, 1991-től Ukrajna) született. Édesapja, Balla László neves író, szerkesztő, irodalompolitikus, akinek szerepe volt fia írói indulásában.
Balla D. Károly szülővárosának egyetlen magyar iskolájába járt, itt érettségizett 1974-ben. Ugyanebben az évben felvételt nyert az Ungvári Nemzeti Egyetem esti tagozatának fizika szakára. Ezzel párhuzamosan kezdett dolgozni, évekig volt az egyetem egyik technológiai laboratóriumában laboráns. Hét befejezett szemeszter után megszakította tanulmányait, és kis szünet után az egyetem bölcsészettudományi karára nyert felvételt magyar nyelv és irodalom szakra, levelező tagozatra. Ugyanekkor kezdett dolgozni a kijevi tankönyvkiadó ungvári magyar szerkesztőségében, ahol előbb korrektorként, majd szerkesztőként működött, összesen kilenc éven át. Az 1980-as évek végén megvált munkahelyétől, és tanulmányait is abbahagyta (nem sokkal a diploma előtt). 1989-től szabadfoglalkozású.
Az 1980-as és 1990-es években több közéleti és irodalomszervezői funkciót is betöltött. Miközben folyamatosan írt és publikált, részt vett a kárpátaljai magyar érdekvédelmi szervezetek alapításában és irányító testületeinek a munkájában, vezetője volt a helyi írócsoportoknak, alapított folyóiratokat, kiadót, alapítványt, irodalmi szalont, szervezett könyvvásárt, számos rendezvényen vállalt szerepet-szereplést. Később fokozatosan felhagyott az ez irányú tevékenységekkel, ezzel együtt kapcsolata is megromlott a helyi közélet és irodalmi élet résztvevőivel. Ahogy ő fogalmazott: visszament írónak és magánembernek. Visszavonultan él, de folyamatosan alkot, publikál, könyvei jelennek meg, az interneten is meglehetős aktivitást mutat.
1993-ban házasságot kötött Berniczky Évával. 1985-ben született Kolos fiuk, 1988-ban Csönge lányuk.

## Írói munkássága

### Az 1990-es évekig
1973-tól kezdett verseket publikálni előbb helyi, majd magyarországi lapokban. 1979-ben jelent meg első verseskönyve Álmodj zenét! címmel, amely még magán viseli a szovjet ideológia és a pangás időszakának nyomait. Ezt további, egyre letisztultabb költői világot tükröző kötetek, majd 1988-ban egy novellákat és színpadi játékot tartalmazó könyv (Valahol tűz van) követte. Ebben az időben, a Mihail Gorbacsov nevével fémjelzett glasznoszty és peresztrojka szabadabb levegőjében már éles hangú publicisztikákat tett közzé, amelyekben leginkább a kárpátaljai magyarság helyzetét elemezte. A Kárpáti Igaz Szóban 1987-ben megjelent Internacionalizmus és nemzeti öntudat hónapokig tartó sajtóvitát indított, az 1988-ban a Mozgó Világban publikált Peresztrojkácska Kárpátalján „az illetékesek” felháborodását kiváltva nagy port kavart. Ezen írásai kötetbe gyűjtve először 1993-ban jelentek meg Kis(ebbségi) magyar szkizofrénia címmel.

### Az 1990-es évek után

#### Prózaírói munkássága
Szépírói világában és irodalomszemléletében az 1990-es évektől fordulat figyelhető meg. Míg korábbi műveire az intellektuális elvontság mellett a közösségi elkötelezettség is jellemző volt, addig a kilencvenes évek elején-közepén szembefordult a kollektív tudatra alapozott nemzeti-kisebbségi elhivatottsággal. Részben visszatért korai kamaszkora avantgárd eszményeihez, részben pedig, főleg regényíróként, a posztmodern felé tájékozódott. Ennek első igazi, és a szakma figyelmét is felkeltő szövegténye az Élted volt regénye című könyv, amelyet a szakma posztmodern trükkregénynek ítélt. Erre később még rátetéz 2005-ös Szembesülés című esszéregényével, amelyet ő maga fő művének tekint, s amelyben a kommunista apa eszményeivel szembeforduló ifjú író fejlődéstörténetét mutatja be. Ugyancsak apa-regény a 2011-es opusz (Tejmozi) azzal a különbséggel, hogy bár előtörténetét egy posztmodern ihletésű intertextuális szövegjáték képezi, maga a regény mégis inkább a történetközpontú prózaírás hagyománykörébe vonható.

#### Költői munkássága
A költő Balla D.-t a gondolati, intellektuális líra művelőjeként tartják számon. Ösztönös költői invenciója tudatosan vállalt műgonddal társul; verseiben, mint kritikusai megállapították, izgalmas egyensúlyba kerül a konkrétság a látomásossággal, a nyers szövegszerűség az emelkedett poézissel.
Költői munkája egyik összegzésének az 1999-es Halott madárral című válogatott versgyűjtemény tekinthető. A 2000-es évek első évtizedében főleg szonettekkel és a „klasszikus modern” kategóriájába sorolható intellektuális versekkel jelentkezett (ezekért 2004-ben Székely János-ösztöndíjban részesült), ezek válogatott anyaga 2009-ben jelent meg kötetbe gyűjtve (Harmadvalaki Archiválva 2012. május 2-i dátummal a Wayback Machine-ben). Régi kedvence, a szonettforma mellett haikukat és limerickeket is ír. Műfordítással is foglalkozik.

#### Színdarabjai
Öt színpadi játéka 2000-ben jelent meg Ne gondolj a fehér elefántra címmel. Drámaíróként csupán két igen szerény sikert mondhat magáénak: a Pécsi Harmadik Színházban egy diákcsoport adta elő A lila zászlórúd című abszurdját, 2001-ben pedig gyorsasági és közönségdíjat nyert a József Attila Színház drámaíró pályázatán. (Színpadi játékát az erőpróba estéjén elő is adta a társulat.)

#### Publicisztikái
Legjobb publicisztikáit, amelyekben őszintén, ám némileg cinikus hozzáállással elemezte a kárpátaljai magyarság társadalmi és kulturális életét, előbb 2000-ben gyűjtötte kötetbe A hontalanság metaforái címmel; ennek mintegy folytatásaként jelent meg 2008-ban a Magyarul beszélő magyarok című publicisztikai és esszékötete. Anyagát 2006-ban zárta le, amikor nagyrészt felhagyott a kárpátaljai magyarság problémáival történő szembenézéssel. Közéleti (és irodalmi) naplójegyzetei 2004 óta közel havi rendszerességgel jelennek meg a Mozgó Világban.

#### Internetes tevékenysége
Az új évezred elején írói munkásságát kiterjesztette a világhálóra. 2000-től építi UngParty összegző név alatt szerteágazó világhálós rendszerét. Régiója, Kárpátalja egyetlen ismert bloggere. Honlapjait különböző internetes akciók, virtuális események színterévé teszi. Hol Godot-ra vár sokadmagával (Godot 168), hol virtuális hidat foglal (Virtuális hídfő), hol képzeletbeli helyszínen tart performanszt a semmiről (A Semmi apoteózisa), hol kijelenti, hogy piréznek tekinti magát (Piréz vagyok), hol virtuális öngyilkosságot követ el, állítva, hogy „mostantól kezdve minden posztumusz” (BDK posztumusz), hol limerickeket ír kárpátaljai helységnevekre Versblog/limerikek. Legújabb internetes projektuma keretében saját haláláról ad hírt olvasóinak, a morbid ötletet öngúnnyal fűszerezve: Halálaim 2018-tól újabb írásaiban nem használ el-ipszilont és nevét is pontos j-vel írja: Balla D. Károj: A ly betű trónfosztása.
Nagyrészt az interneten közreadott naplójegyzetei 2007-ben jelentek meg kötetben 2000±3. Az ezredforduló hét esztendeje. Egy manzárdőr naplója címmel.

## Szerkesztői munkássága
Ifjúkorában az édesapja, Balla László által szerkesztett Kárpáti Igaz Szó című pártlap mellett létrehozott ifjúsági irodalmi stúdió fórumát szerkesztette társadalmi munkában. Az idősebb Balla nyugalomba vonulása után a kulturális melléklet szépirodalmi publikációt szerkesztette félállású főmunkatársként mintegy másfél éven át.
1989-ben megalapította a második világháború utáni Kárpátalja első irodalmi folyóiratát Hatodik Síp címmel, ezt 1993-ig főszerkesztőként is jegyezte. Ekkor kivált a szerkesztőségből, és Pánsíp címmel indított kulturális magazint. Több átalakulás után ennek nyomtatott változata 2000-ben szűnt meg, ekkortól négy évig még az interneten működtette digitális irodalmi periodikaként.

## A médiában
2007-ben Egy manzárd-őr feljegyzései címmel negyvenperces portréfilm készült róla a Duna Televízió műhelyében, Medgyesi Gabriella rendezésében. A mű a dokumentumfilmek kategóriájában részt vett a 39. Filmszemlén. A film öt részre bontva elérhető Balla D. Károly blogján.

## Díjai, elismerései
- Móricz Zsigmond-ösztöndíj (1990, 1991)
- Berzsenyi-díj (1993)
- Arany János-jutalom (1996)
- A Holmi novellapályázatának II. helyezése (1997)
- A Quasimodo Költőverseny fődíja (Quasimodo-emlékdíj) (1998)
- A Nemzeti Kulturális Alap ösztöndíja (1998)
- A Magyar Napló esszépályázatának nagydíja (1998)
- A Magyar Írószövetség és a Honvédelmi Minisztérium irodalmi pályázatának különdíja (1999)
- A Magyar Zsidó Kulturális Egyesület és a Szombat szerkesztősége novellapályázatának I. díja (1999)
- A Nagy Lajos Alapítvány díja (1999)
- József Attila-díj (2000)
- A József Attila Színház drámaíró versenyének gyorsasági és közönségdíja (2000)
- Az Üzenet című folyóirat és a zEtna webmagazin Kosztolányi-pályázatának II. díja (2001)
- Az Orbis című folyóirat és a zEtna webmagazin novellapályázatának I. helyezése (2001)
- Lilla-díj (2002)
- Zynthanova város Magisztrátusának Pro, illetve Kontra Urbe díja (2004)
- Székely János-ösztöndíj (2004)
- Lilla-díj (másodszor) (2006)
- Potusnyák-díj (2006)
- A Mozgó Világ 2006. évi nívódíja (2007)
- A Nemzeti Kulturális Alap ösztöndíja (2008)

## Főbb művei
- Álmodj zenét. Versek. Ungvár (Uzsgorod), Kárpáti Könyvkiadó, 1979
- Recsitativi. Versek ukrán nyelven. Ford: Ivan Petrovcij. Kijev, Mology Kiadó, 1983
- Tágulok a Világegyetembe. Versek. Ungvár (Uzsgorod), Kárpáti Kiadó, 1984
- Valahol tűz van. Elbeszélések, kisregény, színmű. Ungvár (Uzsgorod), Kárpáti Kiadó, 1988
- Sorsomhoz szegezve. Versek. Ungvár (Uzsgorod), Kárpáti Kiadó, 1990
- Hóban és homokon. Versek. Hatodik Síp, Budapest – Ungvár, 1991
- Kis(ebbségi) magyar skizofrénia. Publicisztikák. Galéria Kiadó, Ungvár – Budapest, 1993
- Karnyújtásnyira. Elbeszélések, novellák, két színpadi mű, regényrészlet. Galéria Kiadó, Ungvár–Budapest, 1993
- Árokszélen. Versek, képversek. Pannónia Könyvek, Pécs, 1996
- Élted volt regénye. Egy önmagát mintázó torzó. Regény. Európai Protestáns Magyar Szabadegyetem, Basel – Budapest, 1998
- Reggel madár, délben kötél. Füzesi Magda versei, Berniczky Éva novellái, Balla D. Károly esszéje; Pánsíp Szerkesztősége–UngBereg Alapítvány, Ungvár–Bp., 1999
- A topáz illemtana. Társszerző: Berniczky Éva. UngBereg Alapítvány, Budapest, 1999
- Halott madárral. Válogatott és új versek. Pro Pannonia Kiadó, Pécs, 1999
- A hontalanság metaforái. Publicisztikák, esszék, vallomások. A Magyar Nyelv és Kultúra Nemzetközi Társasága, Budapest, 2000
- Ne gondolj a fehér elefántra. Öt színpadi játék. Pánsíp – Ungbereg, Ungvár – Budapest, 2000
- Kisebbségi áramszünet a schengeni fal tövében. Magyar Napló Kiadó, Budapest, 2000
- Világvége. [Válogatott] novellák. Pro Pannonia Kiadó, Pécs, 2002
- VakCina. Virtuális könyv. Liber-ALL, Világháló, 2003
- Peresztrojkácska. Válogatott publicisztikai írások, 1985–1990. CyberBooks Kiadó, 2005 (e-könyv)
- Szembesülés. 121 fragmentum egy regényhiány környezetéből. Pro Pannonia, Pécs, 2005
- 2000±3. Az ezredforduló hét esztendeje. Egy manzárdőr naplója. Pro Pannonia, Pécs, 2007
- A Pilinszky-projektum. Savaria University Press, Szombathely, 2008
- Magyarul beszélő magyarok. Esszék, publicisztikák, írójegyzetek, kritikák. EÖKIK, 2008
- Harmadvalaki. Versek, 1999–2008. Savaria University Press, 2009
- Tejmozi. Regény. Magvető Kiadó, 2011
- Kő és árnyék. Versek. Kárpáti Kiadó, 2012 Kő és árnyék
- Az utolsó futamok. Egy manzárdőr naplója, 2004–2007; Pro Pannonia, Pécs, 2013 (Pannónia könyvek) Az utolsó futamok